# Ісаак Ізраельс
Ісаак Ізраельс (нід. Isaak Israëls 3 лютого 1865, Амстердам — 7 жовтня 1934, Гаага) — нідерландський живописець, олімпійський чемпіон 1928 року в конкурсі мистецтв.
Син живописця Йозефа Ізраелса, одного з найшанованіших художників Гаазької школи, та Алейди Шаап. У 1880—1882 роках навчався в Королівській академії мистецтв у Гаазі, де познайомився з Георгом .Гендріком Брейтнером, який став його найкращим другом.
У 1881 році, коли Ізраелсу було 16, він продав першу картину «Bugle Practice», ще до того, як вона була закінчена, художнику і колекціонеру Гендріку Віллему Месдаху. З 1878 року разом зі своїм батьком здійснював щорічні візити в Паризький салон, де дебютував в 1882 році. З 1886 року жив в Амстердамі, де відвідував Королівську академію візуальних мистецтв, щоб завершити своє навчання.
Опинився під впливом французького імпресіонізму. Автор портретів, сцен міського життя, зображував людей з народу — робітниць, солдатів, матросів. Відомі полотна живописця: «Верхи на віслюку вздовж пляжу», «Дві дівчини в снігу», «Вітрина».
У віці 63 років він виграв золоту медаль на Олімпійських іграх 1928 в конкурсі мистецтв за картину Red Rider.
Він помер у Гаазі 7 жовтня 1934 року, у віці 69 років, від травм, які він отримав у вуличній аварії кількома днями раніше.

## Галерея

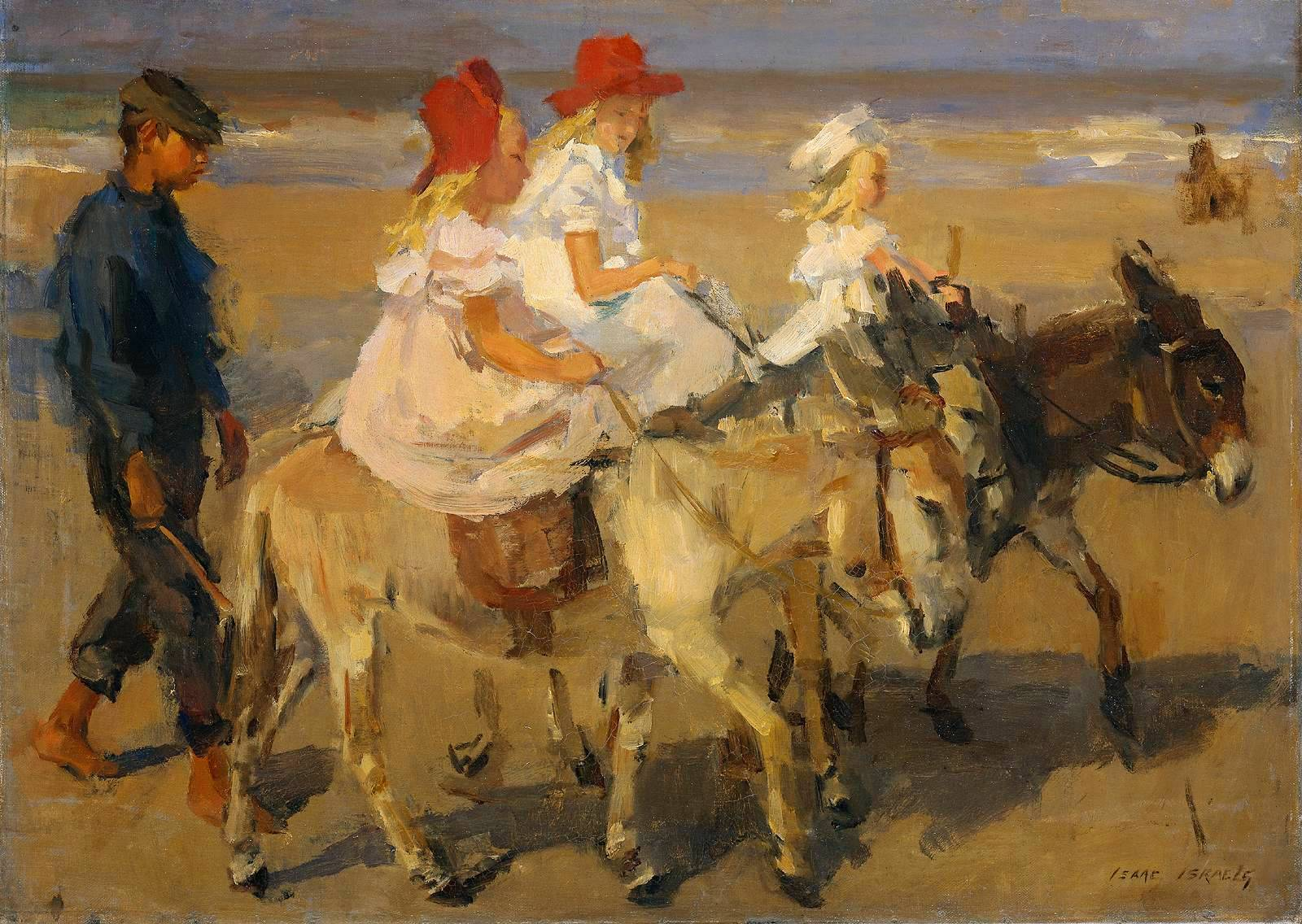
Верхи на віслюку вздовж пляжу, бл. 1898-1900
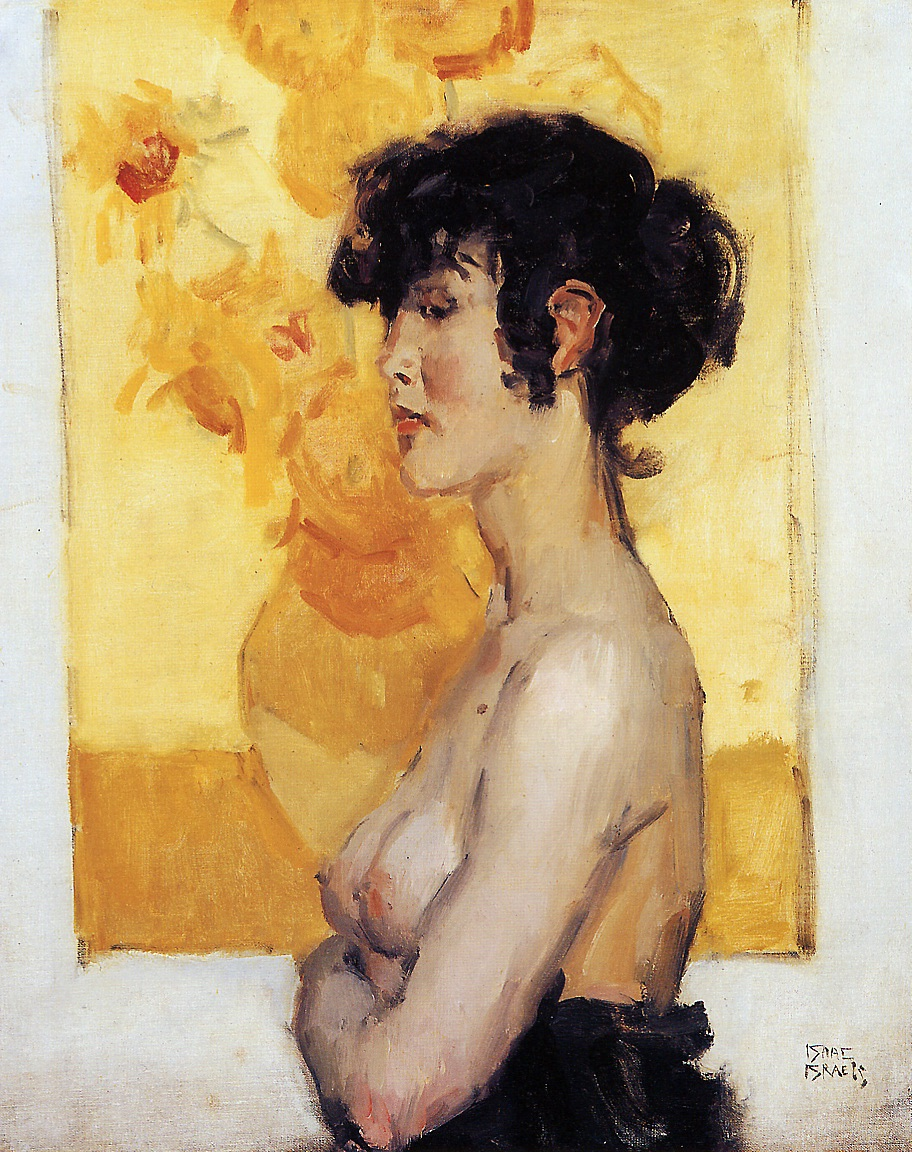
Жінка перед "Соняшниками" Вінсента ван Гога, бл. 1917
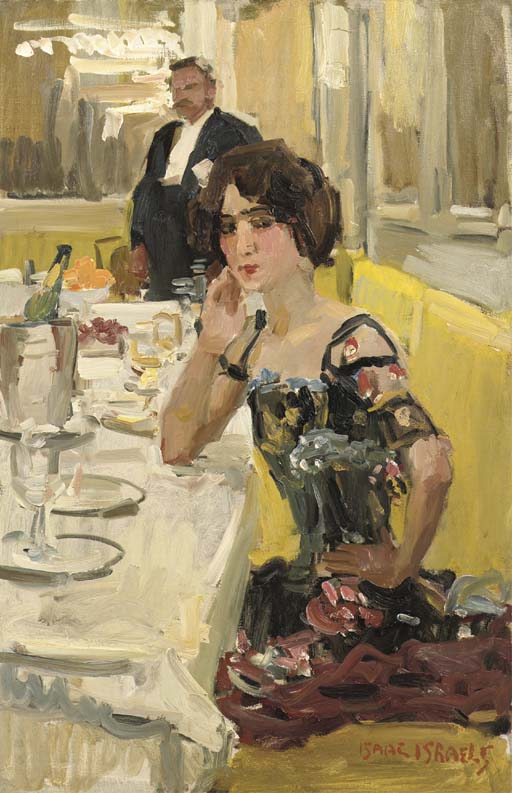
Стіл у ресторані Le Perroquet, Париж. Між 1905 та 1923 роками
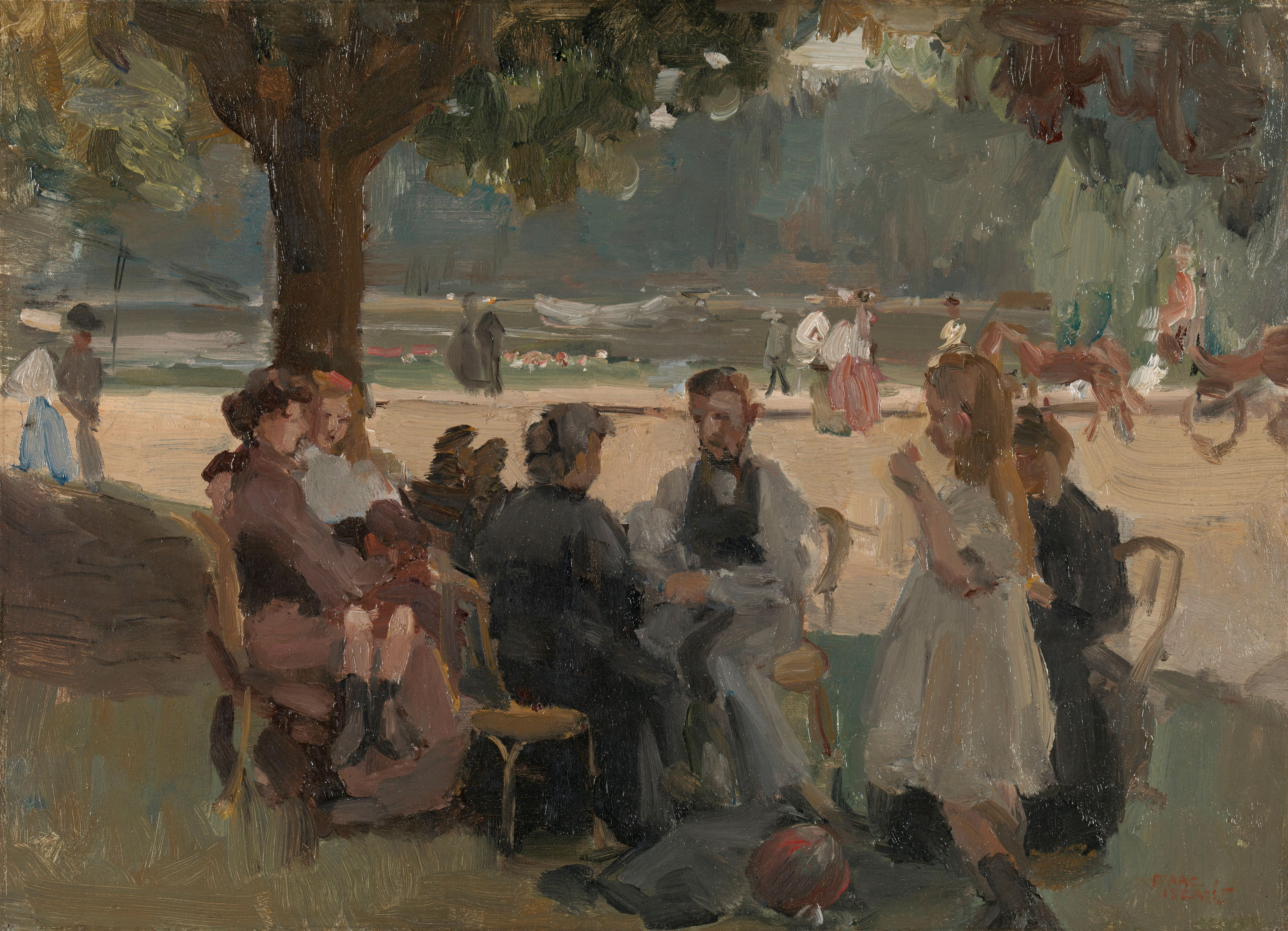
Булонський ліс поблизу Парижа
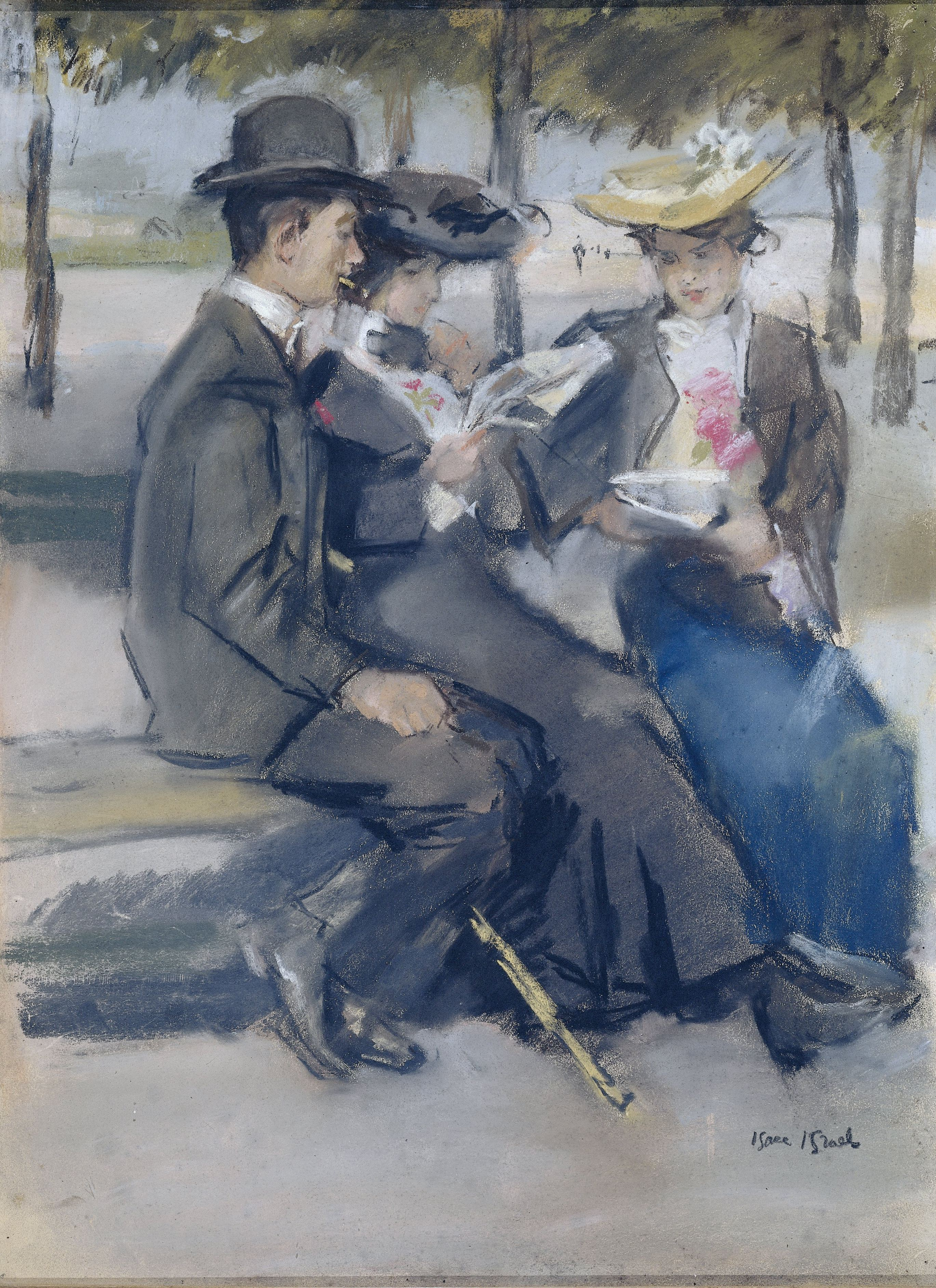
Сцена в Булонському лісі
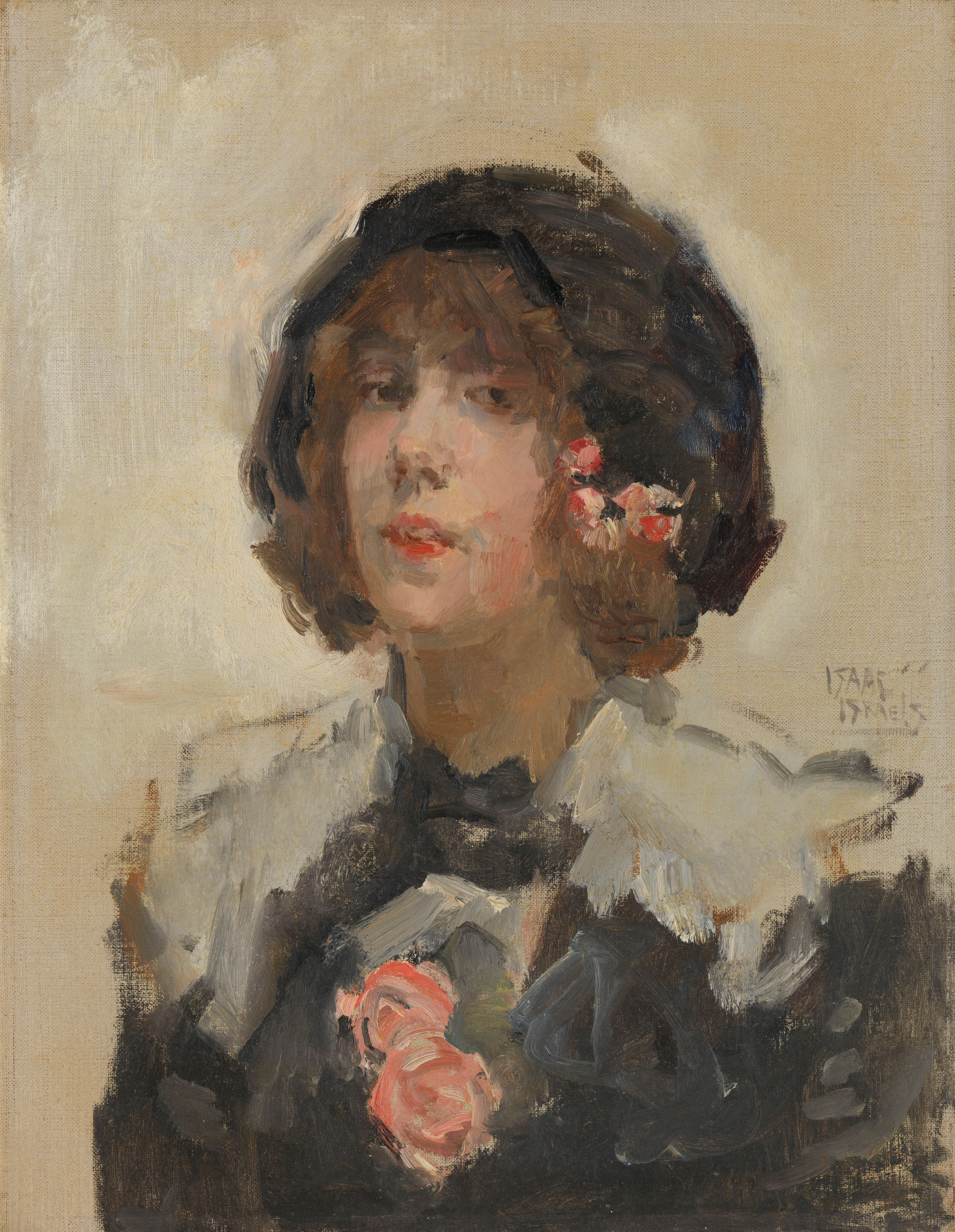
Портрет молодої дівчини
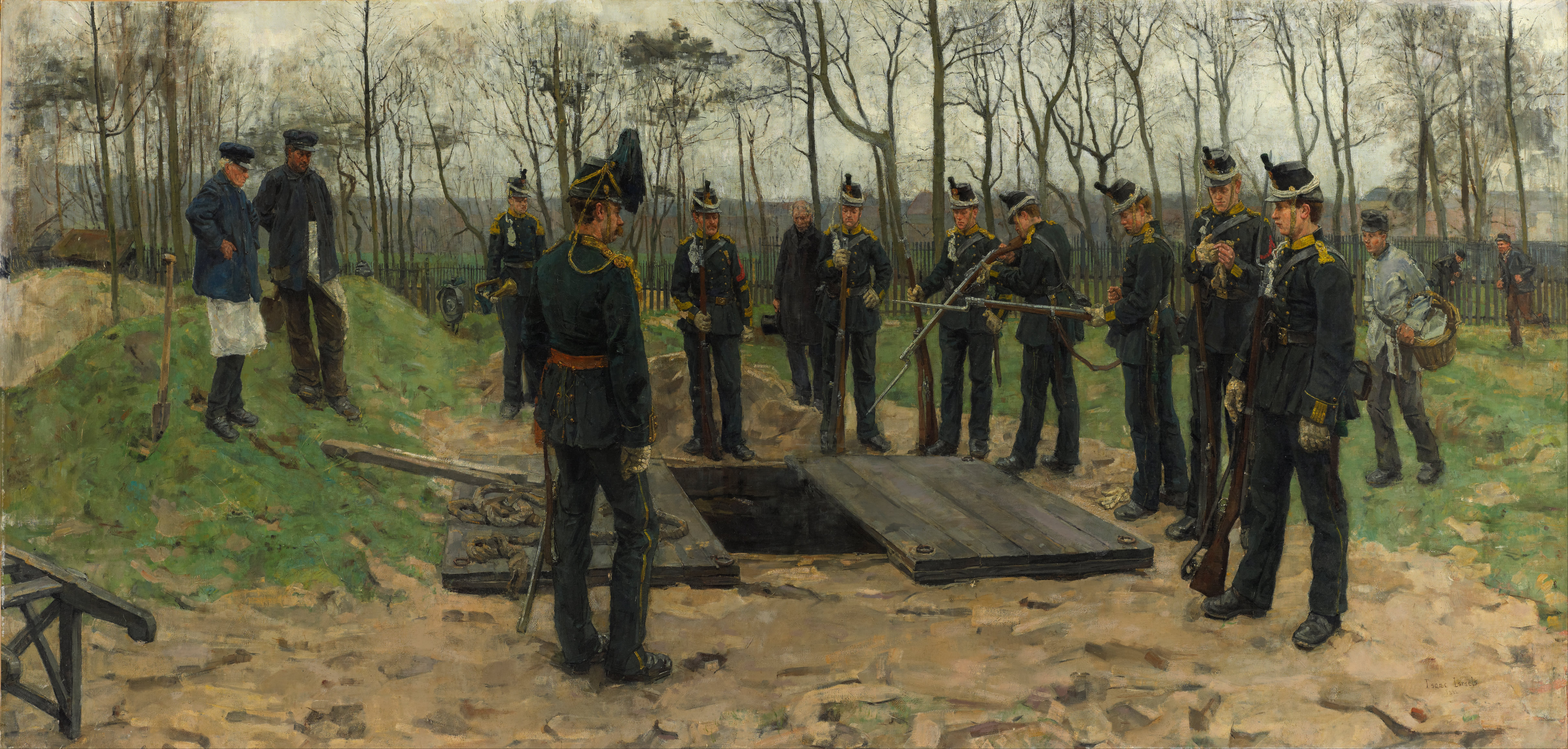
Військові поховання
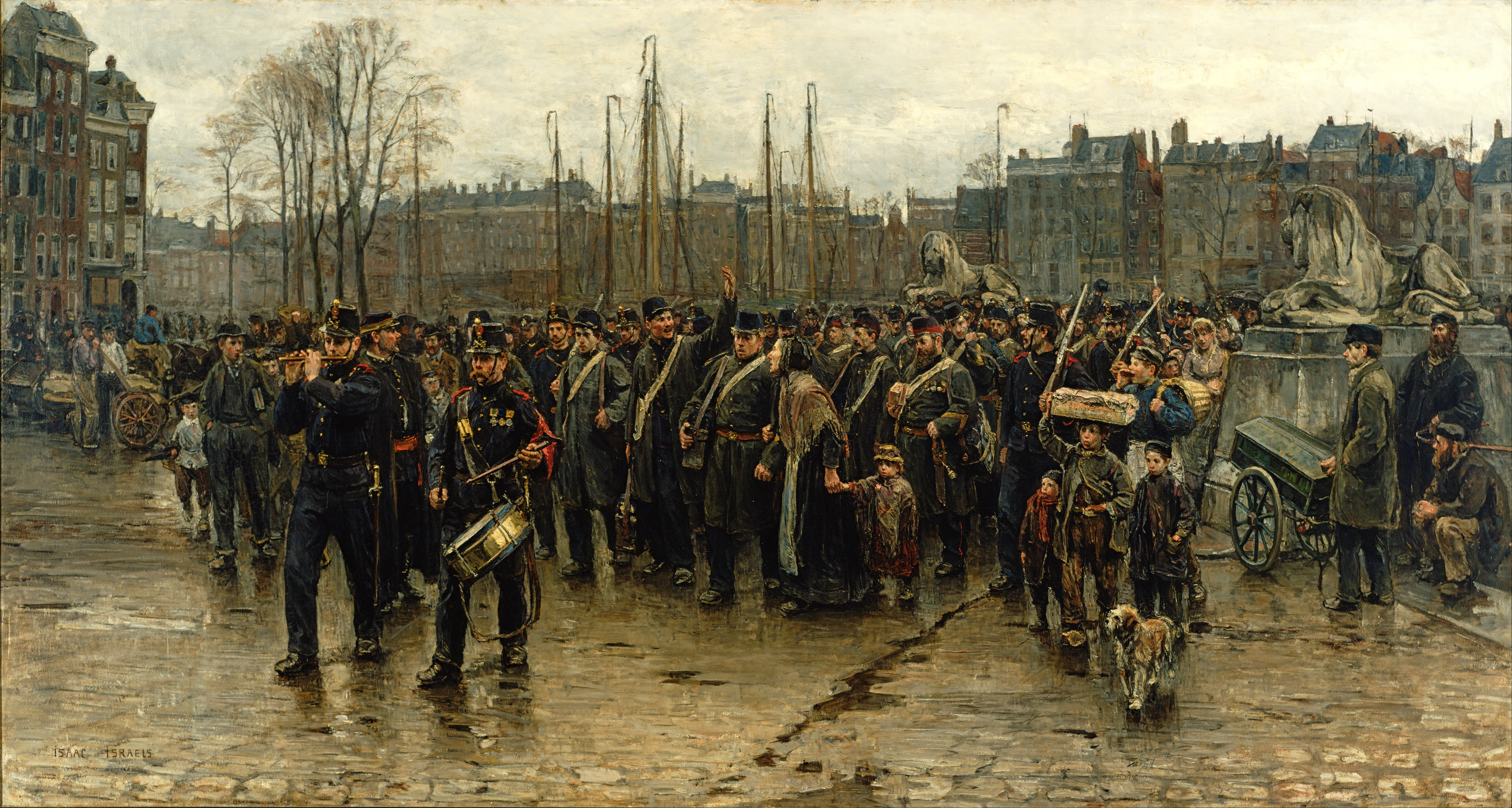
Відправка солдат в колонію
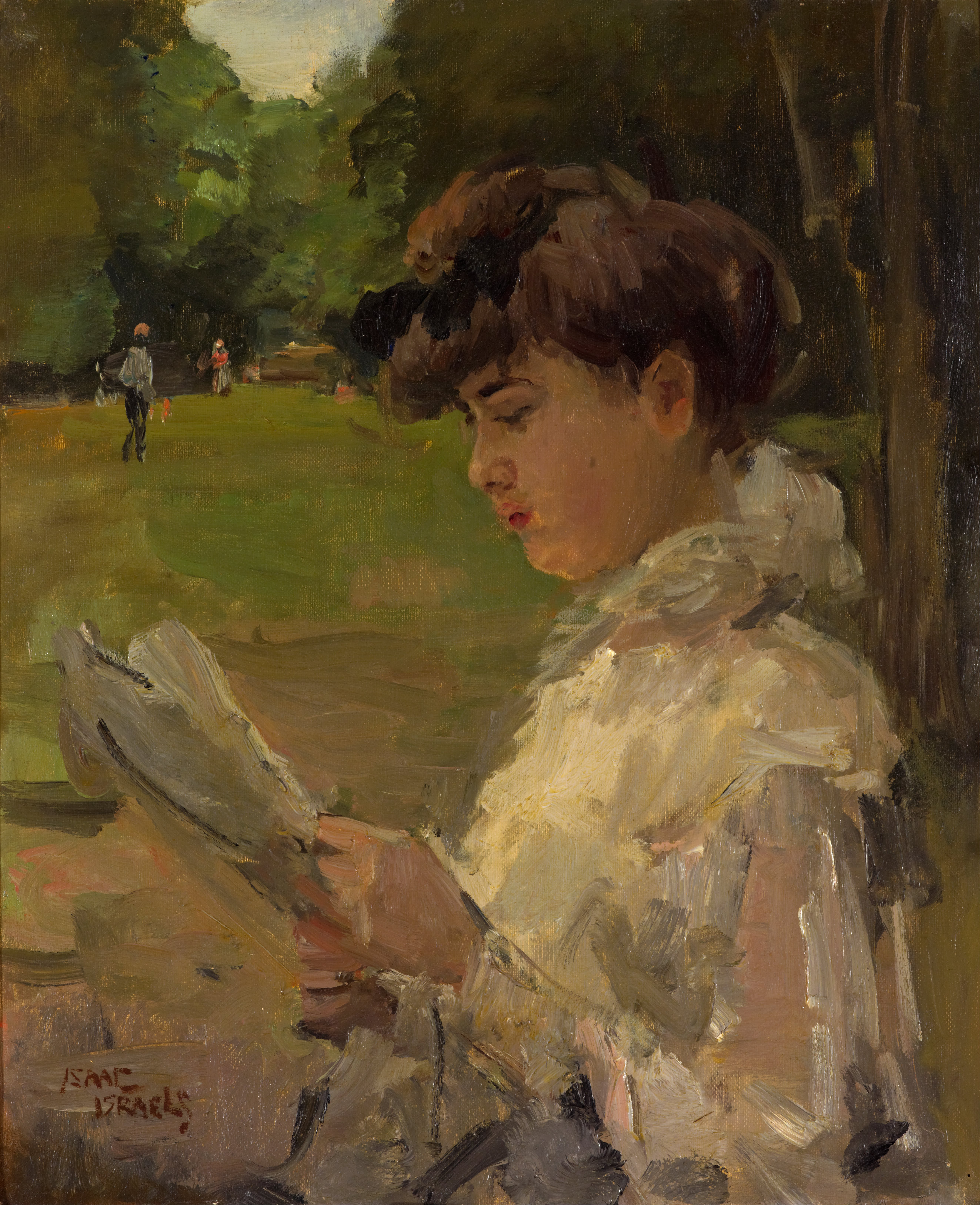
Дівчина, що читає.
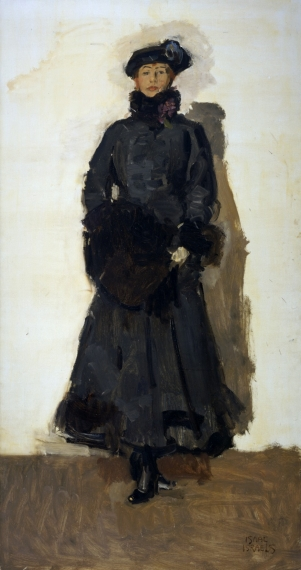
Мата Харі (1916)
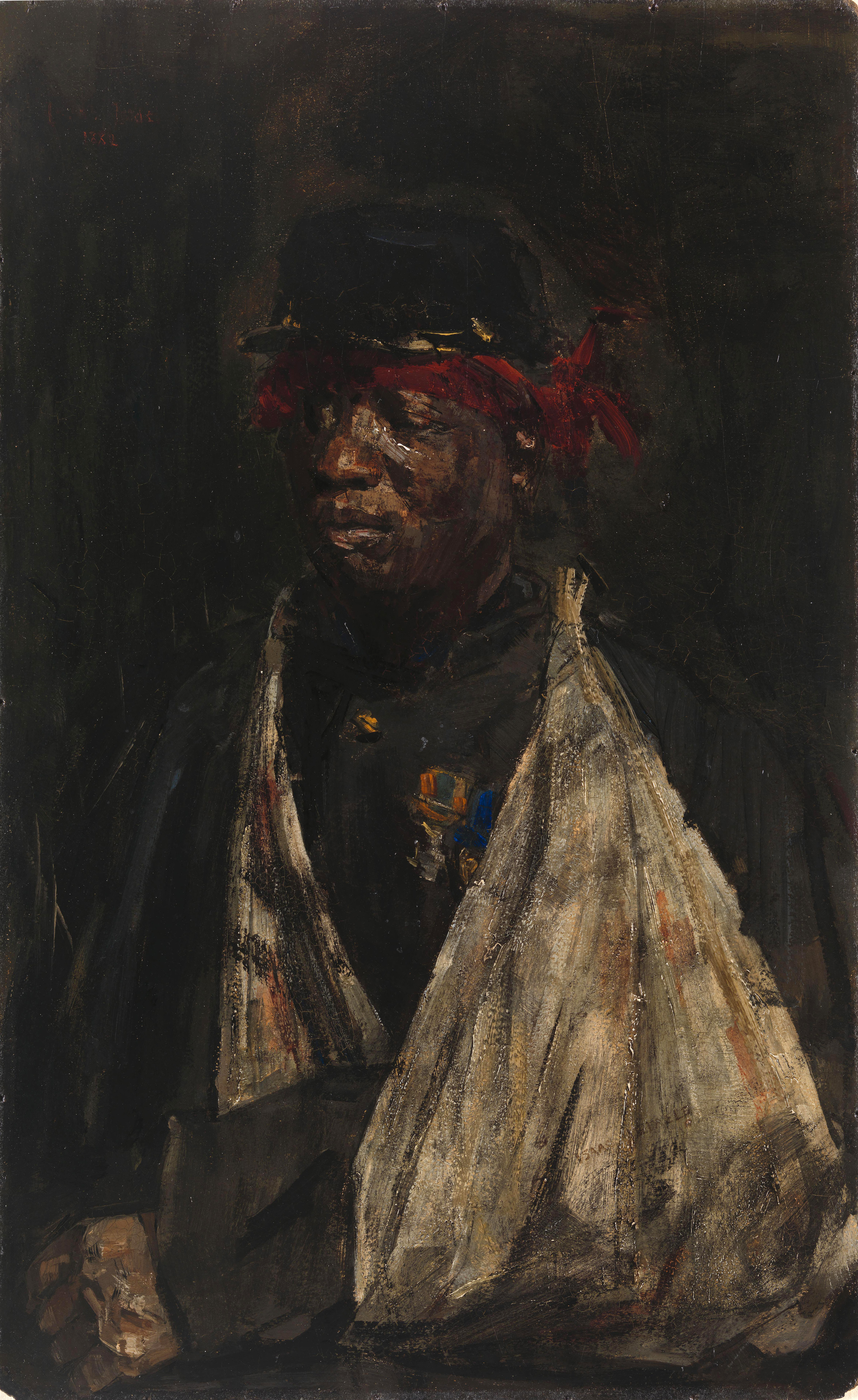
Portrait of a Wounded KNIL Soldier, 1882
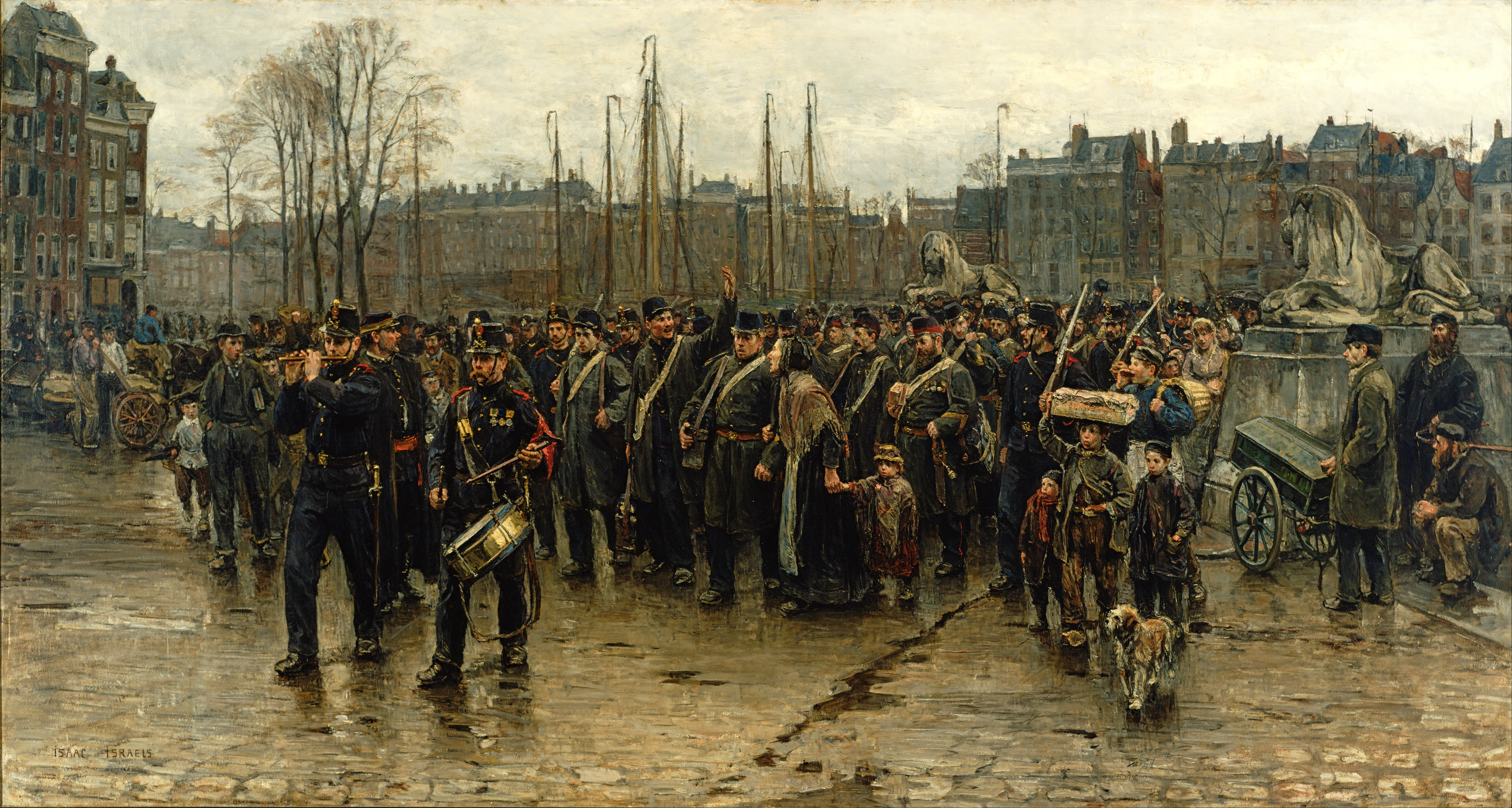
Het transport der kolonialen (1883–84), showing the Royal Netherlands East Indies Army walking through Rotterdam to their transport to the Dutch East Indies
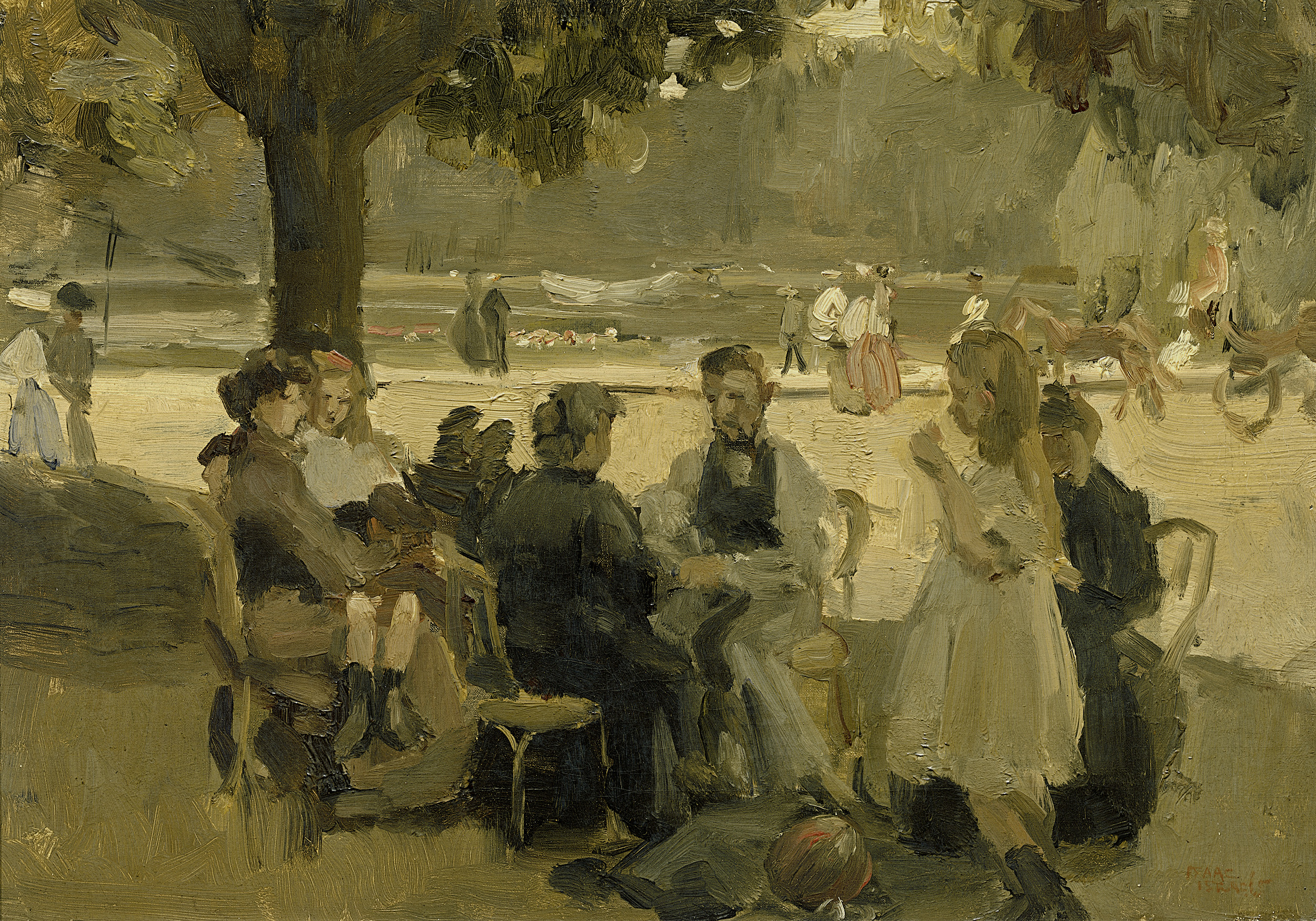
In the Bois de Boulogne close to Paris, oil on canvas, 1906
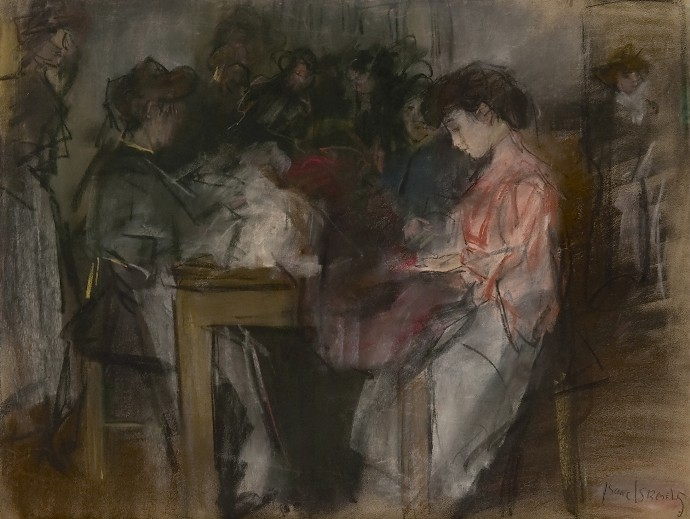
Seamstresses at Atelier Paquin, Paris, pencil and pastel on paper, ca. 1904
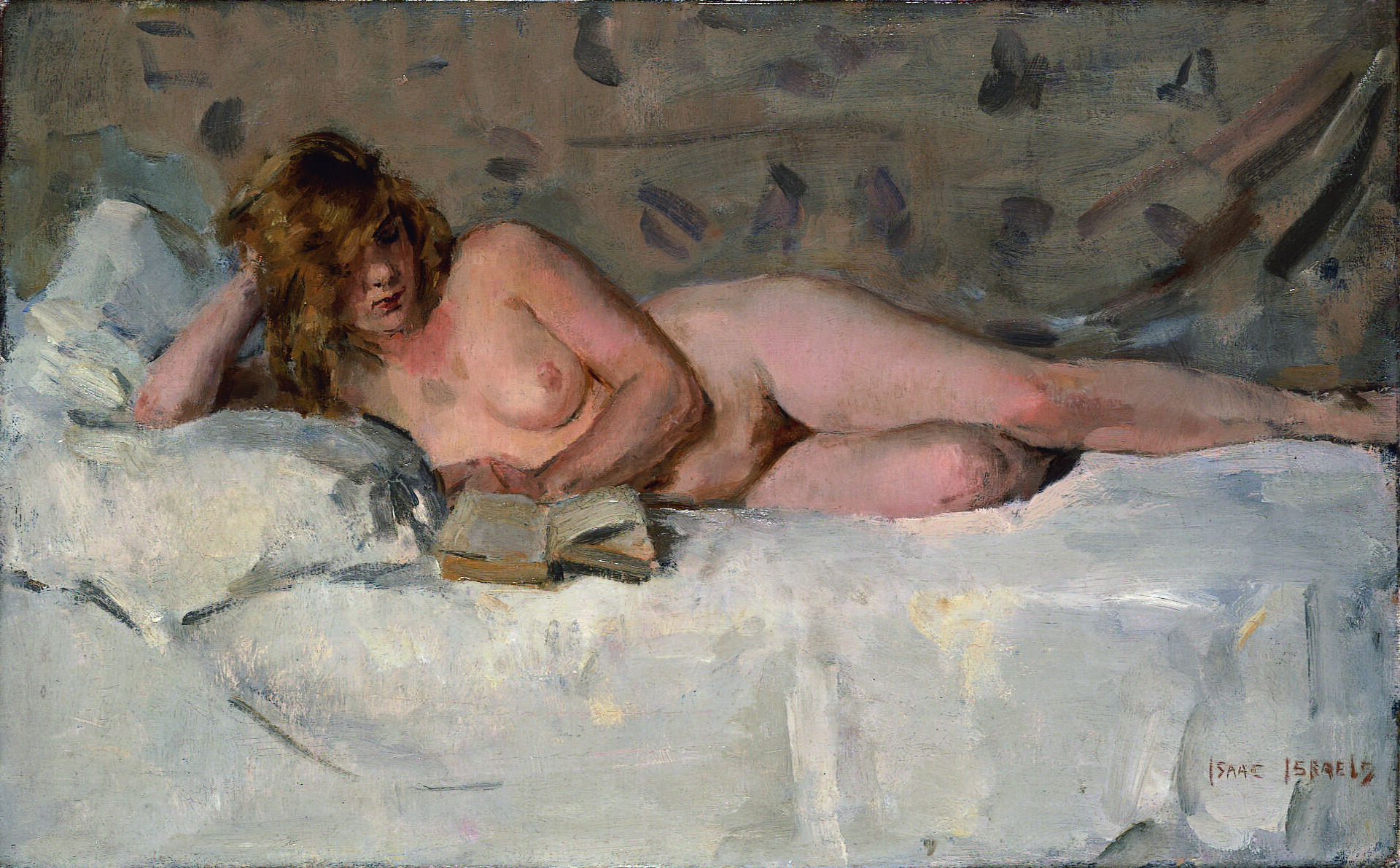
Reclining Nude, c. 1894–1900
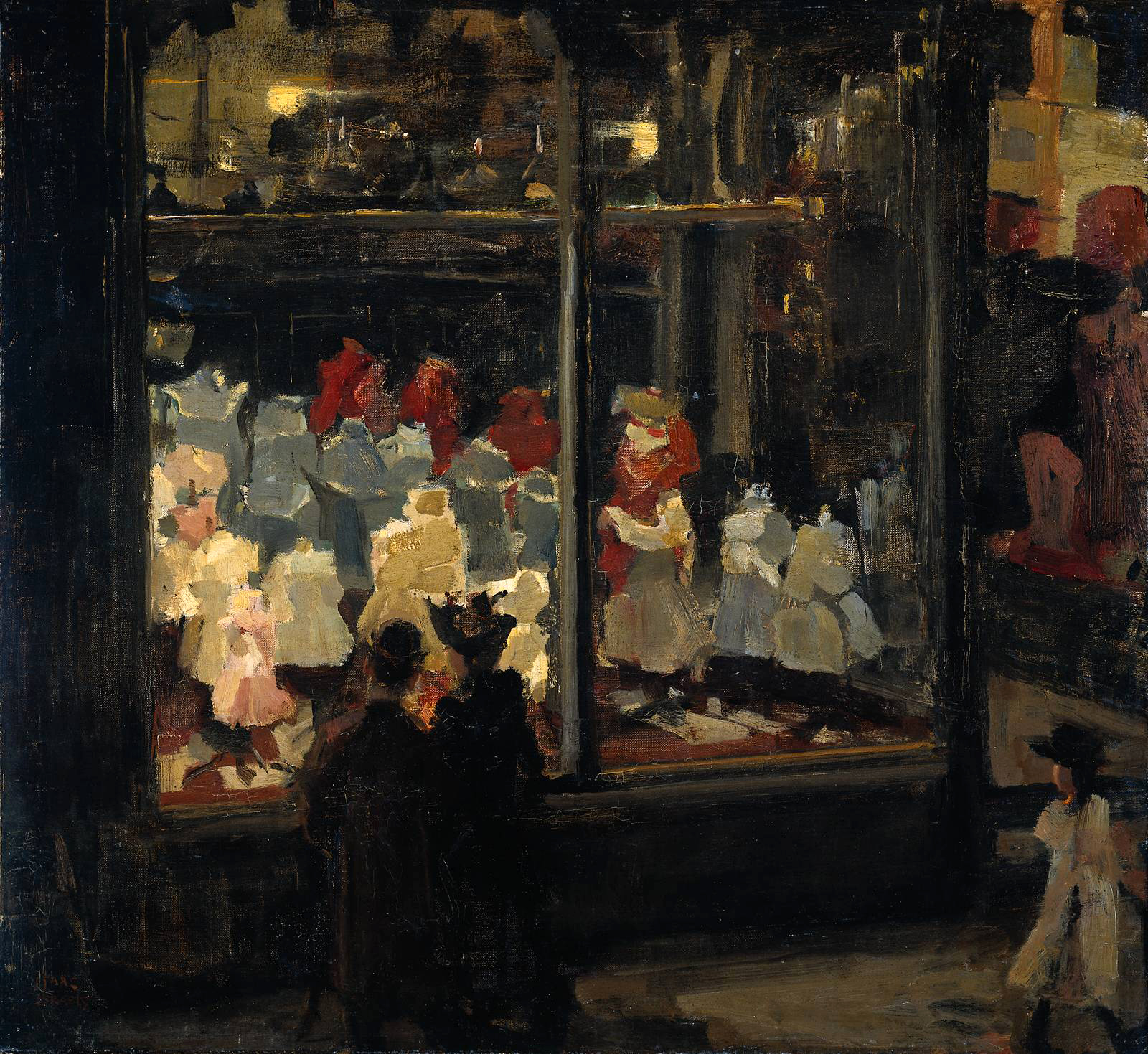
Shop window (Etalage), painted between 1894 and 1898
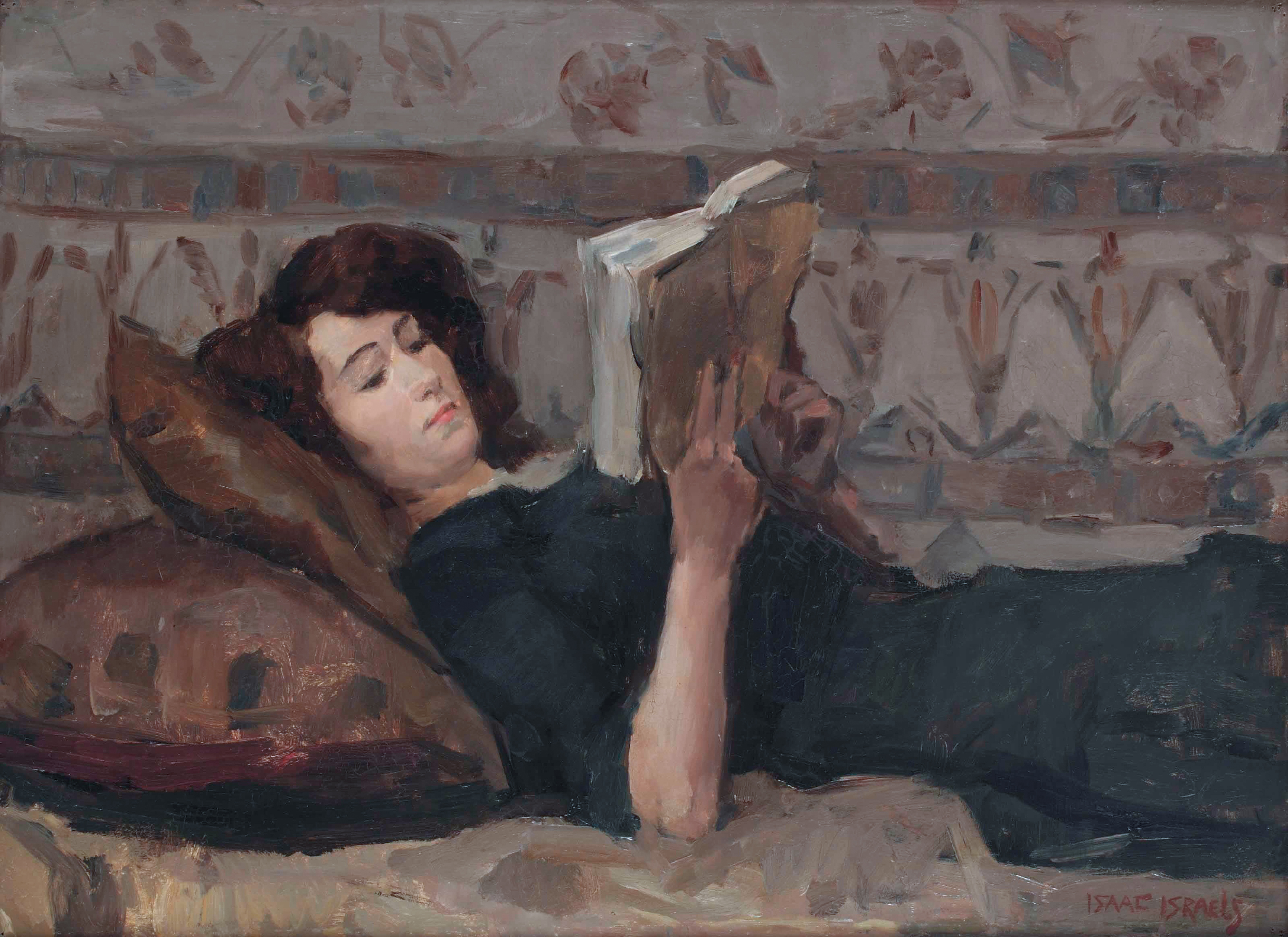
Girl reading on a sofa c. 1920
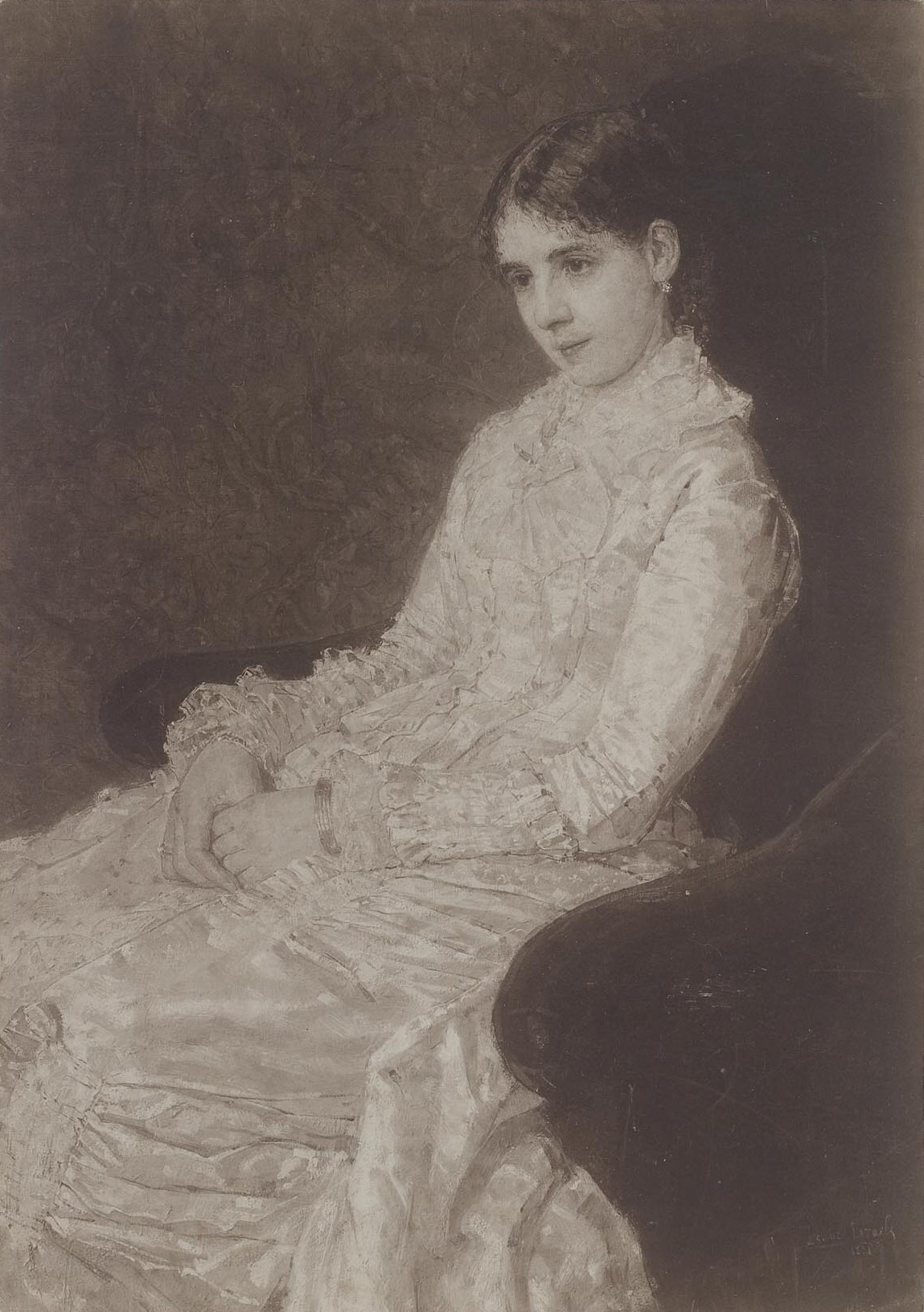
Portrait of Nanette Enthoven, oil on canvas, 1881[note 1]
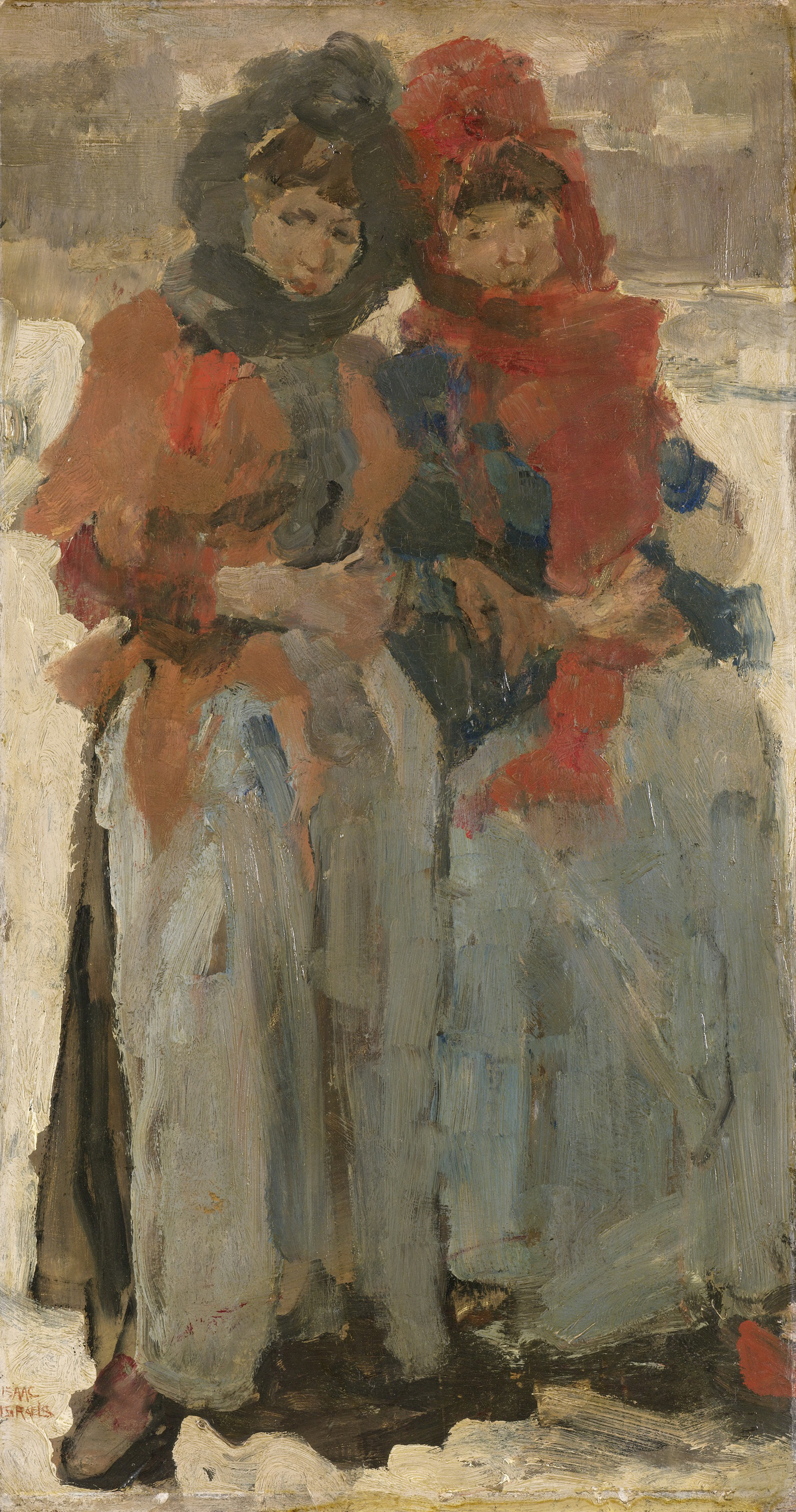
Two Girls in the Snow, 1894, Rijksmuseum
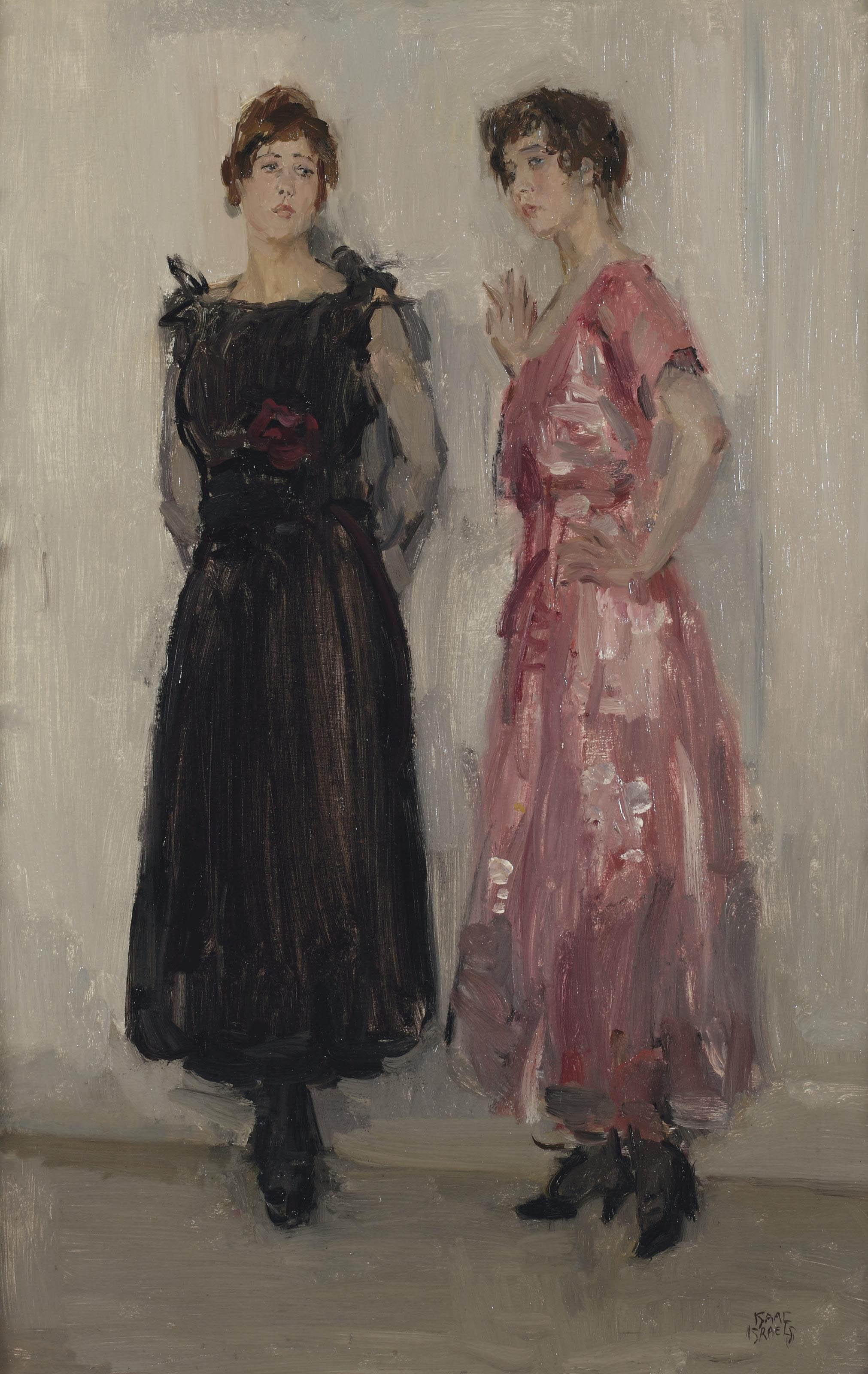
Ippy and Gertie Posing at Fashion House Hirsch, Amsterdam, ca. 1916